# ITU-D
ITU-D((International Telecommunication Union- Telecommunication Development Sector)는 국제 전기 통신 연합의 3개 부문 중 하나로, 개발 도상국에서 정책, 규정 및 교육 프로그램 및 재정 전략 제공을 담당하고있다.
1992년에 설립된 사무국은 BDT(Bureau de développement des télécommunications, 영어: Telecommunication Development Bureau)이다.